# Ebeltoft-Trustrup Jernbane
Ebeltoft-Trustrup Jernbane (ETJ) – eller Ebeltoftbanen – var en dansk privatbane mellem Ebeltoft og Trustrup 1901-68.

## Forhistorie
Ebeltoft var allerede i 1869 på tale som en af de mulige endestationer for en jernbane fra Randers til et punkt på Djurslands østkyst, men Grenaa blev valgt, bl.a. fordi man der ville udvide havnen. I 1876-77 åbnedes strækningerne Randers-Ryomgård-Grenaa og Aarhus-Ryomgård. I de følgende årtier fremkom der forslag om at forbinde Ebeltoft med banenettet ved Ryomgård eller Thorsager, hvilket ville have givet Ebeltoft en mere direkte forbindelse til Aarhus. Men forslagene faldt, hovedsagelig af to grunde: Hele Djursland hørte til Randers Amt, og i Randers ønskede man ikke at forære Aarhus mere opland. Og på Mols var der ikke meget interesse for en jernbane, for der klarede man sig stadig med småskibsfarten på Aarhus Bugt.
Jernbaneloven 1894 indeholdt en jernbane fra Ebeltoft til Thorsager, men formuleringen blev i 1898 ændret til "Trustrup eller Thorsager". Linjeføringen til Trustrup blev valgt som den billigste og havde den fordel, at banen kom til at passere de store forekomster af kalksten ved Rosmus og Balle. Transport af kul til kalkovnene og af brændt kalk, skærver og andre stenmaterialer fra kalkværkerne gjorde banen til en af de danske privatbaner, der havde størst godsmængde.

## Trafikken
For persontransporten var det derimod uheldigt, at banen vendte mere mod Grenaa end mod Aarhus og Randers. Da der i 1922 startede en rutebilrute Ebeltoft-Femmøller-Rønde-Aarhus, mistede banen 85% af billetindtægterne, for der var kun 47 km med rutebilen mod 80 km med toget. Fra 1925 kørte der fra Ebeltoft til Randers direkte rutebil, som klarede turen en time hurtigere end jernbanen, hvor der skulle skiftes både i Trustrup og Ryomgård.
Som andre privatbaner svarede ETJ på denne udfordring ved selv at søge koncession på rutebilruter og ved at erstatte damplokomotiver med motorvogne, der var billigere i drift og havde bedre acceleration, så der kunne standses flere steder. I 1925 oprettedes tre nye trinbrætter.
Fra 1924 fortsatte ETJ´s aftentog ad DSB-sporet til Grenaa – året efter også middagstoget. Fra 1932, hvor banen havde fået sin anden motorvogn, fortsatte alle banens tog til Grenaa med mulighed for stop ved trinbrætterne Ålsø og Homå, der var oprettet 25. april 1926. I 1934 startede Grenaa-Hundested færgefart, og både DSB og ETJ kunne via Grenaa Havnebane køre helt til kajen. Hermed kom ETJ's tog til at trafikere en samlet distance på 35,5 km, heraf 13 km på DSB-spor.

## Strækningsdata
- Åbnet: 27. marts 1901
- Længde: 22,5 km
- Sporvidde: 1.435 mm
- Skinnevægt: 24,39 kg/m
- Maks. hastighed: 60 km/t
- Aktiekapital: 1.016.613 kr. fordelt med 50% til staten, 41% til kommunerne og de sidste 9% til private.
- Nedlagt: 31. marts 1968

## Standsningssteder
- Ebeltoft station i km 0,0.
- Vibæk trinbræt i km 1,4. Oprindeligt øst for Vibæk Strandvej, men i sommeren 1964 flyttet til vestsiden ved campingpladsen.
- Dråby trinbræt i km 3,1.
- Skærsø station i km 4,9.
- Stubbe trinbræt i km 7,0 fra 1925.
- Gravlev station i km 9,5. Fra februar 1933 trinbræt med sidespor.
- Hyllested station i km 12,1.
- Rosmus station i km 14,4. Fra februar 1933 trinbræt med sidespor.
- Ny Balle trinbræt i km 15,8 fra 1925, godsstation fra juli 1935.
- Balle station i km 16,9.
- Attrup Kær trinbræt i km 19,5 fra 1925.
- Grenå Landevej T 1952-1954
- Trustrup station i km 22,5.

### Bevarede stationsbygninger
Stationsbygningerne (bortset fra Trustrup) er tegnet af Heinrich Wenck. De er alle bevaret undtagen den hvide, klassicistiske stationsbygning for enden af Jernbanegade i Ebeltoft. Den blev revet ned i 1970.
- Skærsø: Stubbe Søvej 3
- Gravlev: Møllebækvej 2
- Hyllested: Gl. Stationsvej 40
- Rosmus: Birkesigvej 2
- Balle: Stationsvej 1

## Tyskerbanen
I slutningen af Besættelsen gik den tyske besættelsesmagt i 1944 i gang med at anlægge en jernbane fra Gravlev til den nyanlagte flyveplads ved Tirstrup. I Gravlev skulle banen koble sig på Ebeltoft-Trustrup Jernbane og dermed sikre direkte adgang via jernbanen til havnene i Aarhus og Grenaa. Dermed ville den besværlige omladning af materiel fra jernbanevogne til lastbiler på Kolind Station kunne undgås. En del af graverarbejdet blev udført, og der blev anlagt få hundrede meter spor, men banen nåede aldrig at blive funktionsdygtig inden Befrielsen. Derefter blev banen droppet. Dele af strækningen ses stadig i landskabet.

## Strækninger hvor banetracéet er bevaret
Efter banens lukning blev sporet på hele strækningen taget op i løbet af 1968. Fredningsplanudvalget for Randers Amt overtog banens tracé mellem Vibæk og Gravlev, der nu er den 8 km lange Ebeltoft-Gravlev natursti – eller Gravlevstien. I Trustrup blev ½ km tracé mellem rute 15 og Lyngbyvej udlagt som cykel- og gangsti i 1970, ligesom et mindre stykke i Balle er bevaret. I alt er 12 km af banens samlede tracé på 22,5 km bevaret og tilgængeligt.
- Gravlevstien ved Stubbe Trinbræt
- Fra Gravlev Station ses dæmningsrester fra Feldballesporet[3]
- Dæmningen syd for Hyllested
- Mark- og skovvej ved Balle Kær
- Fra hovedvejen går sti mod Trustrup Station[4]
- Lyngbyvej vest for Trustrup Station